# Moby Dick (canción)
«Moby Dick» es una canción instrumental y con un solo de batería de la banda inglesa de rock Led Zeppelin, lanzada en su álbum de 1969 Led Zeppelin II. La canción fue conocida también con los títulos alternativos de Pat's Delight y Over the Top durante varios puntos en la carrera de la banda.

## Formatos y lista de canciones
1970 7" single edition (Italy: Atlantic ATL NP 03183, Singapore: Stereophonic 03183)
- A. "Moby Dick" (Page, Plant) 2:39
- B. "Gallows Pole" (trad. arr. Page, Plant) 4:56

## Músicos
- Jimmy Page - guitarras
- John Paul Jones - bajo
- John Bonham - batería

## Versiones

### Versiones de álbum
- 1989: Drum Madness (Stairway to Heaven/Highway to Hell)
- 1990: Dread Zeppelin (Un-Led-Ed)
- 1994: Nirvana (With the Lights Out [grabada en vivo el 23 de enero de 1988])
- 1995: The Cruel Sea (Just a Man)
- 1996: Dave O'Higgins (The Secret Ingredient)
- 1998: Vital Information (Where We Come From)
- 2001: Bonerama (Live at the Old Point)
- 2002: Painting Over Picasso (The String Quartet Tribute to Led Zeppelin)
- 2005: Sly and Robbie (The Rhythm Remains the Same: Sly & Robbie Greets Led Zeppelin)
- 2005: Botafogo (Don Villanova)
- 2007: Vanilla Fudge (Out Through the in Door)

### Samples
- 1989: Beastie Boys ("What Comes Around")